# Mikoriza
Mikoriza (grško μύκης — goba in ρίζα — korenina) je sožitje med glivami in višjimi rastlinami. Glive pospešujejo razkroj organskih spojin v prsti v spojine, sprejemljive za višje rastline. Glive rastlinam dovajajo fosfor in dušik ter nekatere vitamine, v sušnem obdobju pa tudi vodo. Iz rastlin glive črpajo organske spojine, predvsem sladkorje, ki jih potrebujejo za svoj razvoj. Mikoriza je nujna za pravilen razvoj številnih vrst rastlin. V naravi je mikoriza zelo razširjena, saj ima mikorizno simbiozo kar 83 % dvokaličnic, 79 % enokaličnic in vse golosemenke.

## Tipi mikorize
V grobem poznamo štiri najbolj razširjene tipe mikorize: 
- ektomikoriza
- arbuskularna mikoriza
- erikoidna mikoriza
- orihdejska mikoriza

Arbuskularna mikoriza je simbioza med glivami iz debla Glomeromycota ter večino družin kopenskih rastlin. V smislu geografske distribucije in filogenetskih povezav z rastlinami je verjetno najbolj razširjen tip simbioze na Zemlji. Je najstarejši tip mikorize, saj se je razvil že 450 milijonov let nazaj in je odigral ključno vlogo pri prehodu rastlin iz vode na kopno ter pri evoluciji kopenskih ekosistemov. Pri arbuskularni mikorizi glivna hifa prodre v koreninsko celico in tvori arbuskule (drevesaste strukture), kjer poteka aktivna izmenjava snovi med glivo in rastlino.
Včasih z določeno vrsto rastline sobiva tudi več vrst gliv.

## Razvoj sožitja
Razvoj simbioze se začne z oddajanjem tako rastlinskih kot tudi glivnih difuznih snovi v okolico. Glive zazna rastlinske hormone v okolici in se nanje odzove s klitjem in razvejano rastjo micelija, prav tako pa začne s proizvajanjem signalnih molekul, na katere se odzove rastlina.